# Căpitanul din Köln
Căpitanul din Köln (titlul original: în germană Der Hauptmann von Köln) este un film de comedie est-german, realizat în 1956 de regizorul Slatan Dudow,  protagoniști fiind actorii Rolf Ludwig, Erwin Geschonneck, Else Wolz și Christel Bodenstein.

## Rezumat
Fostul chelner-șef Hans Albert Hauptmann este șomer, fără bani și, după o scurtă ceartă cu proprietara sa, fără adăpost. Tot ce i-a mai rămas este valiza cu numeroase autocolante din diferite țări și sfatul celui mai bun prieten al său de a se înscrie pentru a lucra temporar ca ospătar la Hotelul „Prinz Regent” în acea seară. Acolo se întâlnesc excelenți participanți ai celui de-al Doilea Război Mondial, bătrâni naziști deghizați, cărora Hans Albert se prezintă drept „căpitan, Albert” și este curtat prompt ca un căpitan.
În plus, el este în curând confundat cu renumitul, dar presupusul căpitan Albert mort, și prin urmare, este tratat ca un oaspete de onoare. Primarul află și despre reapariția căpitanului, care era de fapt căutat ca criminal de război, și îi obține un post de director al Montan AG, deși Hans Albert ar prefera să lucreze din nou ca ospătar și să petreacă mai mult timp cu cosmeticiana Hannelore.
Între timp, adevăratul căpitan Albert, trăiește sub numele presupus de Hans Karjanke împreună cu presupusa sa văduvă Adele. Pentru a evita urmărirea penală, ajunge chiar până la a depune un jurământ la moartea căpitanului Albert pe câmpul de luptă în 1945. Scurt timp mai târziu, s-a căsătorit cu Adele ca Hans Karjanke și a crezut că acum poate duce o nouă viață. Dar deja la petrecerea de nuntă, află că un presupus căpitan Albert, face carieră. O vizită a lui Adele la Hans Albert îl face să intre în panică, dar doar pentru scurt timp. Întrucât Hans Albert are un sentiment pentru integrarea războinicului în viața de toate zilele, de exemplu vrea să se distribuie copiilor tunuri de ciocolată, este numit membru al Parlamentului. În calitate de „criminal de război întors acasă” este treaba lui să emită o amnistie generală pentru așa-numitele „U-boote” (submarine), adică bărbații care trăiesc sub nume false de teama să fie urmăriți penal pentru crime de război. Într-adevăr, Hans Albert reușește să facă ca guvernul să aprobe amnistia.
A sosit ora căpitanului Albert. Deși inițial este arestat ca impostor, el este capabil să se afirme drept adevăratul căpitan Albert, deoarece foștii săi camarazi de război au fost eliberați de atunci din cauza amnistiei. Hans Albert este arestat cu puțin timp înainte de a se căsători cu fiica industriașului, Pferdeapfel. În instanță nu poate prezenta nicio crimă de război care să-i dea dreptul la o amnistie. Este condamnat la cinci ani de închisoare, tocmai pentru că nu este un criminal de război, după cum remarcă noul prieten al lui Hannelore, după ce aruncă o privire în ziar.

## Distribuție
- Rolf Ludwig – Albert Hauptmann
- Erwin Geschonneck – Hans Karjanke
- Else Wolz – Adele Karjanke
- Christel Bodenstein – Hannelore Ullrich
- Manfred Borges – Max Steinmetz
- Kurt Steingraf – Pferdapfel, Baron v. Kohlen und Stahlbach
- Ruth Baldor – soția sa
- Marie-Luise Etzel – fiica sa Daisy
- Johannes Arpe – Dr. Seekatz, primar
- Hans W. Hamacher – Dr. Brandstätter, membru al Parlamentului
- Horst Koch – mareșalul Kesselmeyer
- Herbert Körbs – generalul Haudorf
- Heinrich Gies – Dinkelburg
- Johannes Curth – Franzke
- Peter Kiwitt – maiorul Poppe
- Ingo Osterloh – locotenentul Müller
- Peter Marx – vânzătorul de ziare
- Herbert Richter – hamalul
- Marlies Reusche – dna. Brandstätter
- Wolf Goette – procurorul
- Horst Lommatzsch – plutonierul
- Franziska Dörr – Berta Pferdapfel
- Hella Jansen – dra. Faber
- Wolf Beneckendorff – proful de retorică
- Heinz Voß – subofizerul
- Franzl Patzer – Goedecke
- Hubert Suschka – reporterul radio
- Heinz Hinze – Schulbrink
- Harry Riebauer – locotenentul major Kilian
- Hermann Kiessner – apărătorul
- Trude Brentina – Klatschbase

## Premii
- 1957 Nationalpreis der DDR clasa a II-a – premiul pentru scenariu